# 231042 Johnhayes
231042 Johnhayes è un asteroide della fascia principale esterna. Scoperto nel 2005, presenta un'orbita caratterizzata da un semiasse maggiore pari a 2,887238 UA e da un'eccentricità di 0,038708, inclinata di 6,558976° rispetto all'eclittica.
Fa parte della famiglia di asteroidi Charis.
John R. Hayes è un software engineer statunitense specializzato nei sistemi embedded. Ha lavorato per numerose missioni spaziali, incluse NEAR, Cassini, New Horizons, Juno e Parker Solar Probe. 